# Clemmus minor
Clemmus minor är en skalbaggsart som först beskrevs av George Robert Crotch 1873.  Clemmus minor ingår i släktet Clemmus och familjen svampbaggar. Inga underarter finns listade i Catalogue of Life.